# فكاهة حوسبية
الفكاهة الحوسبية هي فرع من اللغويات الحوسبية والذكاء الاصطناعي الذي يستخدم الحواسيب في أبحاث الفكاهة. المجال جديدٌ فقد نُظّم أول مؤتمر مخصص لهة عام 1996.